# Tollegno
Tollegno (Tolëgn in piemontese) è un comune italiano di 2 354 abitanti della provincia di Biella in Piemonte.

## Geografia fisica
Il territorio comunale di Tollegno è disposto in destra idrografica del torrente Cervo, sulle rive del quale si tocca la minima quota altimetrica (circa 420 m s.l.m.) presso l'estremità meridionale del comune. Il punto più alto è invece attorno ai 1000 metri di quota. Le piccole dimensioni del comune sono anche dovute al fatto che esso, a differenza di altri centri del Biellese, non comprende frazioni montane nelle zone di pascolo dell'alta valle. Tollegno è situata a 4,5 km a nord di Biella.
- Classificazione sismica: zona 4 (sismicità molto bassa)[5].

### Clima
| TOLLEGNO (1990-2017)         | Mesi         | Mesi         | Mesi         | Mesi        | Mesi        | Mesi        | Mesi        | Mesi        | Mesi        | Mesi        | Mesi        | Mesi         | Stagioni | Stagioni | Stagioni | Stagioni | Anno    |
| TOLLEGNO (1990-2017)         | Gen          | Feb          | Mar          | Apr         | Mag         | Giu         | Lug         | Ago         | Set         | Ott         | Nov         | Dic          | Inv      | Pri      | Est      | Aut      | Anno    |
| ---------------------------- | ------------ | ------------ | ------------ | ----------- | ----------- | ----------- | ----------- | ----------- | ----------- | ----------- | ----------- | ------------ | -------- | -------- | -------- | -------- | ------- |
| T. max. media (°C)           | 7,5          | 9,1          | 13,6         | 16,2        | 20,4        | 24,3        | 26,9        | 26,6        | 21,8        | 16,4        | 11,2        | 7,8          | 8,1      | 16,7     | 25,9     | 16,5     | 16,8    |
| T. min. media (°C)           | −1,5         | −0,8         | 2,7          | 5,9         | 10,2        | 13,7        | 15,6        | 15,6        | 11,9        | 8,0         | 2,9         | −0,7         | −1,0     | 6,3      | 15,0     | 7,6      | 7,0     |
| T. max. assoluta (°C)        | 22,5 (2008)  | 23,0 (1998)  | 26,0 (2005)  | 28,9 (2011) | 30,8 (2011) | 33,5 (2003) | 33,8 (2006) | 35,4 (2003) | 31,0 (2006) | 29,0 (1997) | 22,0 (1995) | 22,0 (1994)  | 23,0     | 30,8     | 35,4     | 31,0     | 35,4    |
| T. min. assoluta (°C)        | −10,0 (1995) | −12,9 (2012) | −11,7 (2005) | −3,3 (2003) | 0,7 (2017)  | 3,3 (2006)  | 7,0 (1996)  | 5,0 (1995)  | 3,0 (1996)  | −5,0 (1997) | −6,1 (1998) | −12,0 (1996) | −12,9    | −11,7    | 3,3      | −6,1     | −12,9   |
| Giorni di gelo (Tmin ≤ 0 °C) | 21           | 15           | 6            | 1           | 0           | 0           | 0           | 0           | 0           | 0           | 6           | 17           | 53       | 7        | 0        | 6        | 66      |
| Precipitazioni (mm)          | 55,2         | 58,2         | 98,0         | 168,8       | 223,7       | 164,6       | 119,8       | 133,0       | 180,6       | 146,2       | 182,8       | 67,1         | 180,5    | 490,5    | 417,4    | 509,6    | 1 598,0 |
| Giorni di pioggia            | 6            | 6            | 7            | 11          | 12          | 11          | 8           | 9           | 9           | 9           | 9           | 6            | 18       | 30       | 28       | 27       | 103     |
| Nevicate (cm)                | 8            | 12           | 3            | 0           | 0           | 0           | 0           | 0           | 0           | 0           | 1           | 9            | 29       | 3        | 0        | 1        | 33      |

## Storia

### Simboli
Lo stemma e il gonfalone sono stati concessi con D.P.R. del 20 settembre 1955.
Il gonfalone è un drappo partito di rosso e di bianco.

## Monumenti e luoghi d'interesse
- Villaggio operaio della Filatura, costruito tra il 1920 e il 1925[7].
- Curavecchia, l'antica parrocchiale romanica oggi monumento nazionale, di proprietà del DocBi- Centro Studi Biellesi. il suo campanile è dell'XI secolo.
- Chiesa di San Germano d’Auxerre. Costruita come chiesa di una confraternita diventò la parrocchiale di Tollegno nel 1799. Il campanile fu costruito tra il 1804 e il 1825.[8]

## Società

### Evoluzione demografica
Abitanti censiti

### Etnie e minoranze straniere
Al 31 dicembre 2010 gli stranieri residenti a Tollegno erano 125. Le nazionalità più numerose erano:
- Marocco: 42
- Romania: 23
- Bosnia ed Erzegovina: 12
- Filippine: 11

## Infrastrutture e trasporti
Fra il 1891 e il 1958 a Miagliano era attiva una stazione della ferrovia Biella-Balma, raccordata con il locale stabilimento di Filatura e Tessitura.

## Amministrazione

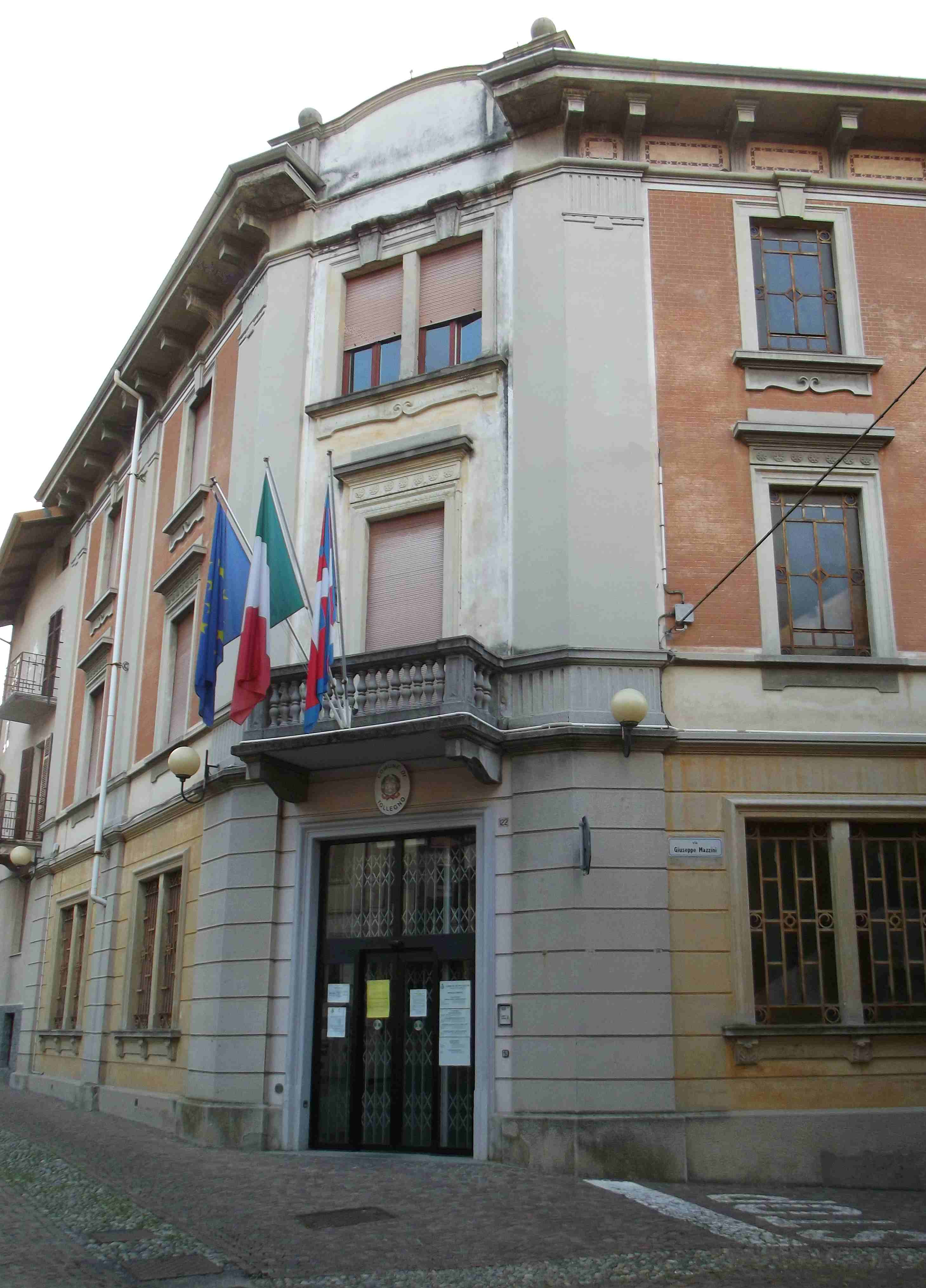
Il municipio

| Periodo | Periodo   | Primo cittadino        | Partito                        | Carica  | Note       |
| ------- | --------- | ---------------------- | ------------------------------ | ------- | ---------- |
| 2004    | 2009      | Pier Giuseppe Acquadro | lista civica                   | Sindaco |            |
| 2009    | 2014      | Pier Giuseppe Acquadro | lista civica Viviamo Tollegno  | Sindaco | II mandato |
| 2014    | 2019      | Ivano Sighel           | lista civica Progetto Tollegno | Sindaco |            |
| 2019    | in carica | Pier Giuseppe Acquadro | lista civica Progetto Tollegno | Sindaco |            |

### Altre informazioni amministrative
Tollegno fece parte a cominciare dal 1973 della Comunità montana Bassa Valle Cervo. Tale comunità montana fu in seguito accorpata dalla Regione Piemonte con la Comunità montana Alta Valle Cervo, andando a formare la  Comunità Montana Valle Cervo, che ha sede a Andorno.